# Шукшунов, Валентин Ефимович
Валентин Ефимович Шукшунов (род. 20 мая 1938, Краснодон, Луганская область) — советский учёный, профессор, доктор технических наук, организатор вузовской науки, Президент Международной академии наук высшей школы с момента основания. Заслуженный деятель науки и техники РСФСР (1980).
Автор многих научных трудов, включая монографии, и ряда изобретений.

## Биография
Родился 20 мая 1938 года в городе Краснодоне Луганской области.
В 1961 году с отличием закончил Новочеркасский политехнический институт (НПИ). Свою научную и педагогическую деятельность он начал в 1962 году. В 1965 году успешно защитил кандидатскую, а в 1970 году — докторскую диссертации. В 1974 году ВАК СССР присвоил ему ученое звание профессора.
В. Е. Шукшунов — Президент Международной академии наук высшей школы, президент Ассоциации «Технопарк», президент Центра научных исследований и информационных технологий в тренажеростроении и системах подготовки операторов, вице-президент Международной сети сотрудничества университетов Европы — Центральной Азии, советник председателя Государственной Думы России по образованию и науке.
В 1981—1988 годах — ректор Новочеркасского политехнического института.
В 1989—1992 годах — заместитель министра образования СССР.
В 1999 году Шукшунов был избран президентом Южно-Российского государственного технического университета (Новочеркасского политехнического института) и председателем попечительского совета ЮРГТУ (НПИ). В 2000 году он становится президентом образованной им Ассоциации технических университетов Северного Кавказа.
Под его руководством подготовлено 44 кандидата технических наук; четыре его ученика стали докторами наук.
На выборах в Госдуму 2003 года выдвигался самовыдвиженцем по одномандатному округу.

## Награды и звания
- Орден «За заслуги перед Отечеством» III степени (27 октября 2007 года) — за заслуги в научной и педагогической деятельности и большой вклад в подготовку квалифицированных специалистов[3]
- Орден Александра Невского (23 ноября 2023 года) — за заслуги в развитии ракетно-космической отрасли и многолетнюю добросовестную работу[4]
- Орден Почёта (16 ноября 1998 года) — за заслуги перед государством, многолетний добросовестный труд и большой вклад в укрепление дружбы и сотрудничества между народами[5]
- «Орден «Знак Почёта»» (1981 год)
- Орден Трудового Красного Знамени (1986 год)
- Медали
- Почётное звание «Заслуженный деятель науки и техники РСФСР» (1980)
- Почётный гражданин города Новочеркасска (2000)
- Орден «Содружество» (28 ноября 2013 года, Межпарламентская ассамблея СНГ) — за активное участие в деятельности Межпарламентской Ассамблеи и её органов, вклад в укрепление дружбы между народами государств — участников Содружества Независимых Государств[6]
- Юбилейная медаль «МПА СНГ. 25 лет» (12 апреля 2018 года, Межпарламентская ассамблея СНГ) — за заслуги в деле развития и укрепления парламентаризма, за вклад в развитие и совершенствование правовых основ функционирования Содружества Независимых Государств, укрепление международных связей и межпарламентского сотрудничества[7]